# Une fille à la page
Une fille à la page (titre original : Suburban Girl) est un film américain réalisé par Marc Klein, sorti en 2007. 
Le film est adapté de deux histoires courtes : Melissa Bank's et The Girls' Guide to Hunting and Fishing, qui sont restées 16 semaines dans les meilleures ventes du New York Times.

## Synopsis
Brett, une jeune éditrice, rencontre Archie, un séduisant quinquagénaire, éditeur lui-même, qui lui apprend les rouages du métier. Les deux personnages s'entendent à merveille. Brett ne résiste pas longtemps au charme d'Archie et les deux collègues deviennent rapidement amants. Cependant, leur grand écart d'âge choque et leurs personnalités complètement différentes finissent par leur faire défaut. Leur couple résistera-t-il ?

## Distribution
- Sarah Michelle Gellar (VF : Claire Guyot) : Brett Eisenberg
- Alec Baldwin (VF : Bernard Lanneau) : Archie Knox
- Maggie Grace (VF : Edwige Lemoine) : Chloé
- Vanessa Branch (VF : Marie-Eugénie Maréchal) : Faye Faulkner
- Marin Ireland : Katie
- Chris Carmack (VF : Denis Laustriat) : Jed Hanson
- Audra Blaser (VF : Isabelle Volpé) : Petal
- James Naughton (VF : Jean Barney) : Robert Eisenberg
- Peter Scolari (VF : Patrice Dozier) : Mickey Lamm
- Marian Seldes (VF : Perrette Pradier) : Margaret Paddleford
- Ebon Moss-Bachrach (VF : Donald Reignoux) : Ethan Eisenberg
- Jill Eikenberry (VF : Brigitte Aubry) : Marlene Eisenberg
- Nate Corddry (VF : Sébastien Desjours) : Jason
- Amad Jackson (VF : Jonathan Amram) : Seaver
- Jason Antoon : Dean
- Stephen Payne (VF : Michel Vigné) : Cas Coyote